# Con-Quest
Con-Quest è un videogioco d'avventura dinamica pubblicato nel 1986-1987 per Amstrad CPC, Commodore 64 e ZX Spectrum dall'editrice a basso costo Mastertronic, con la sua etichetta MAD di fascia leggermente più alta.
Si svolge in un castello infestato e venne spesso accostato come stile al classico Atic Atac.

## Trama
Il protagonista è Oscar, che ha appena comprato un antico castello per poi scoprire che è infestato dal demone Grell e dalle creature al suo servizio. Oscar deve trovare il modo di cacciarli via, usando i poteri magici degli oggetti nascosti nel castello.

## Modalità di gioco
Il gioco si svolge nelle stanze del castello, ciascuna mostrata con una prospettiva simil-tridimensionale fissa. Le stanze formano un grande labirinto e possono avere una porta su ciascuno dei quattro lati; se si oltrepassa una porta la schermata passa su una nuova stanza. Sono presenti anche porte chiuse a chiave, passaggi segreti e scale verso altri piani.
Si controlla Oscar, un omino caricaturale, che può camminare in tutte le direzioni. Grazie agli oggetti che può trovare e raccogliere sparsi per il castello, Oscar acquisisce la capacità di compiere altre azioni.
La maggior parte delle stanze contengono mobilio che fa da ostacoli, decorazioni alle pareti, e soprattutto creature nemiche. Ci sono vari tipi di mostri e spettri che vagano in modo apparentemente casuale, senza mai cambiare stanza, e sottraggono energia vitale a Oscar quando lo toccano.
Si possono trovare armi con cui sparare ed eliminare definitivamente i nemici, tra cui un'ascia da lancio che ritorna come un boomerang e una bacchetta magica, quest'ultima però richiede ulteriori conoscenze per poter essere utilizzata.
Armi diverse sono efficaci contro nemici diversi secondo il manuale, tuttavia già l'ascia, che è il primo oggetto da trovare, risulta efficace con quasi tutti i tipi di creature.
Un pannello in basso allo schermo contiene l'interfaccia a icone, costituita dall'inventario degli oggetti trasportati, che possono essere fino a cinque alla volta, e dai simboli delle quattro azioni disponibili: raccogliere, lasciare, esaminare e usare. Si utilizzano due puntatori, spostabili separatamente a destra e sinistra tramite la tastiera, per selezionare un oggetto e l'azione da compiere con esso.
Il pannello mostra anche il punteggio e un contenitore dell'energia di Oscar, terminata la quale è game over.
Tra i principali oggetti, oltre alle armi, ci sono chiavi che aprono porte o forzieri, e pozioni che possono far recuperare l'energia nonché curare i morsi dei serpenti, i quali altrimenti possono causare la morte diretta dopo un certo tempo; ci sono però anche pozioni nocive che bisogna imparare a distinguere.
Un oggetto notevole è il "globo dell'invulnerabilità", che ha l'aspetto di una piccola capsula con motore a razzo. Oscar può entrarci dentro e usarlo come veicolo, col quale è immune ai nemici e può anche trasportare fino a 9 oggetti, ma non può sparare né usare oggetti mentre è a bordo. Inoltre l'uso del globo è limitato dal consumo di apposite batterie.

## Sviluppo
Con-Quest fu sviluppato dal britannico Derek Brewster, allora conosciuto come autore dei più noti e apprezzati 3D Death Chase e Full Throttle. Era noto anche come giornalista videoludico che si occupava della rubrica sulle avventure di un mensile britannico.
La conversione uscita l'anno dopo per il Commodore 64, basato su un processore diverso, è accreditata a un'imprecisata Tranz-Form, di cui non sono noti altri giochi.

## Accoglienza
Con-Quest era spesso considerato già ai suoi tempi un gioco semplice. Appariva anche poco originale e appartenente al filone molto sfruttato delle avventure dinamiche nello stile di Atic Atac. D'altronde si trattava di un prodotto venduto direttamente in edizione economica e le aspettative non erano alte.
Alcune riviste notarono l'elevata rapidità dell'azione di gioco.
La stampa europea trattò soprattutto la versione ZX Spectrum, con giudizi molto variabili. Ci furono riviste che nel complesso apprezzarono molto Con-Quest, altre nella media, altre che lo ritennero mediocre, fino ad arrivare alla tedesca Aktueller Software Markt che assegnò i voti di appena 2/12 all'idea e alla "motivazione" del gioco.
Tra i giudizi su Amstrad CPC ci fu il 73% di Amstrad Action; nonostante la grafica debole, la monotonia e la poca originalità, la rivista riconosceva che sul CPC questo genere di giochi non era inflazionato come sulle altre piattaforme. Secondo Tilt (interesse 10/20) era solo per i più puri appassionati del genere.
La conversione per Commodore 64, uscita più tardi senza rilevanti miglioramenti, fu giudicata particolarmente male da Zzap! (15%) e da Commodore User (3/10). Oltre al gioco semplice e datato, la prima giudicò estremamente scadenti la grafica e il sonoro e la seconda criticò l'uso scomodo dei tasti per selezionare le azioni.